# Predrag Ćeramilac
Predrag Ćeramilac (* 3. Februar 1944 in Čačak; † 12. Dezember 2011 in Belgrad-Medaković) war ein jugoslawischer Schauspieler.

## Leben
Ćeramilac feierte ein überaus erfolgreiches Leinwanddebüt im 1962 entstandenen Saša, für den er mit den jugoslawischen Filmpreis ausgezeichnet wurde. Über Nacht wurde er so zum gefragten Star und Idol der Jugend, das auf zahlreichen Zeitschriften abgebildet wurde und viele weitere Filmangebote erhielt. Etwa zehn Rollen spielte er bis 1968; zwischen 1972 und 1974 kam Ćeramilac zu einem kleinen Comeback, das aber keine anhaltende Wirkung zeigte.
Ćeramilac arbeitete dann mehr als zwanzig Jahre im Transportgewerbe. Im Dezember 2011 nahm er sich das Leben.

## Filmografie
- 1962: Sasa
- 1963: Zwei Nächte an einem Tag (Dve noci u jednom danu)
- 1964: Covek iz hrastove sume
- 1965: Denovi na iskusenie (als Predrag Kjeramilac)
- 1965: Old Surehand 1. Teil
- 1966: Rapsodija u crnom
- 1967: Fruits amers – Soledad
- 1967: Memento
- 1968: Podne
- 1972: Pogibija
- 1973: Opasni susreti (Fernsehserie, eine Folge)
- 1975: Otpisani (Fernsehserie, zwei Folgen)